# Hérakleia Pontiké
Heraclea Pontica (řecky: Ηράκλεια Ποντική, turecky: Karadeniz Ereğli) bylo starověké město na pobřeží Bithýnie v Malé Asii, rozkládající se v ústí řeky Lycus. Bylo založeno jako řecký městský stát Megara mezi lety 560 a 558 př. n. l. a neslo jméno slavného hrdiny Hérakla.
Kolonizátoři si brzy podrobili původní obyvatelstvo - Mariandyniány, ale dohodli se, že nikdo z nich nebude nikdy prodán do otroctví mimo jejich vlast. Díky prosperitě a bohatství, plynoucích z výhodné polohy přirozeného přístavu a bohaté rybolovné činnosti, získala Heraclea brzy kontrolu nad celým pobřežím až po Cytorus (Kidros). Důsledkem bylo dokonce zakládání kolonií (Cytorus, Callatis, Chersonésos).